# Магинданао (султанат)
Султанат Магинданао (араб. سلطنة ماغويندناو‎) — мусульманское государство, располагавшееся в XV — XIX веках на острове Минданао, Филиппины. Его столицей был город Котабато.

## История
Магинданао был основан в XV веке Шариф Кабунсуаном, выходцем из Джохора, женившимся на местной принцессе. Первоначально султанат занимал долину Котабато. При этом султане проводилась активная исламизация.
Расцвет Магинданао пришёлся на правление султана Дипатуан Кударата (1619 — ок. 1671), власть которого распространилась на весь остров Минданао. Кроме того, ему удалось успешно отразить первое нападение испанцев на султанат и уничтожить их крепость Замбоанг.
Усиление султаната продолжилось и при внуке Кударата, Абд аль-Рахмане.
На протяжении нескольких последующих десятилетий султанату приходилось бороться с испанскими колонистами. Однако, в 1719 году Магинданао заключил союз с Испанией, чтобы заручиться её поддержкой в войне с султанатом Сулу.
С XVIII века Магинданао начал постепенно ослабевать. В это время испанцы восстановили свой форт Замбоанг (1719) и осенью 1851 вновь атаковали султанат.
В 1861 году султан Кударат II позволил испанцам ввести гарнизон в Котабато, а в 1863 стал получать от них ежегодную пенсию для себя (1000 песо) и своего сына (800 песо).
В 1870-е годы Магинданао окончательно распался и был захвачен Испанией по частям.
В 1888 году испанцы покорили последний независимый осколок султаната, располагавшийся в районе озера Ланао.

## Список султанов
Список известных султанов Магинданао:
| Имя                           | Годы правления |
| ----------------------------- | -------------- |
| Шариф Кабунгсувана            | 1520 — 1543    |
| Бангкая                       | 1574 — 1578    |
| Димасанджай Адель             | 1578 — 1585    |
| Гугу Сарикула                 | 1585 — 1597    |
| Лаут Буисан                   | 1597 — 1619    |
| Мухаммад Дипатуат Кударат     | 1619 — 1671    |
| Дунданг Тидулай Сайф ад-дин   | 1671 — 1678    |
| Абд ал-Рахман                 | 1678 — 1699    |
| Кахар ад-дин Куда             | 1699 — 1702    |
| Байан ал-Анвар                | 1702 — 1745    |
| Мухаммад Джафар Садик Манамир | 1710 — 1733    |
| Тахир ад-дин                  | 1736 — 1748    |
| Мухаммад Хаир ад-дин          | 1748 — 1755    |
| Пахар ад-дин                  | 1755 — 1780    |
| Кибад Сахрийал                | 1780 — 1805    |
| Каваса Анвар ад-дин           | 1805 — 1830    |
| Искандар Кудратуллах Мухаммад | 1830 — 1854    |
| Мухаммад Макаква              | 1854 — 1884    |
| Мухаммад Джалал ад-дин Паблу  | 1884 — 1888    |